# Tuna, Vimmerby kommun
Tuna är en tätort i Vimmerby kommun i Kalmar län.
Tuna som ligger två kilometer väster om Tuna kyrkby växte fram vid smalspårsbanan Hultsfred-Västervik under 1800-talets senare del och framåt. Mellan Tuna kyrkby och tätorten spelades första säsongen av Farmen in.
I Tuna finns en livsmedelsaffär, en ställplats för husbilar en lågstadie/mellanstadieskola, ett snickeri ett café och en bank.
2 kilometer söder om Tuna samhälle återfinns även den Hammarskjöldska släktgården Tuna gård.

## Befolkningsutveckling
| Befolkningsutvecklingen i Tuna 1960–2020 | Befolkningsutvecklingen i Tuna 1960–2020 | Befolkningsutvecklingen i Tuna 1960–2020 | Befolkningsutvecklingen i Tuna 1960–2020 | Befolkningsutvecklingen i Tuna 1960–2020 |
| ---------------------------------------- | ---------------------------------------- | ---------------------------------------- | ---------------------------------------- | ---------------------------------------- |
|                                          |                                          |                                          |                                          |                                          |
| År                                       |                                          |                                          | Folkmängd                                | Areal (ha)                               |
| 1960                                     | 1960                                     |                                          | 236                                      |                                          |
| 1965                                     | 1965                                     |                                          | 206                                      |                                          |
| 1990                                     | 1990                                     |                                          | 172                                      | 17#                                      |
| 1995                                     | 1995                                     |                                          | 262                                      | 28                                       |
| 2000                                     | 2000                                     |                                          | 264                                      | 28                                       |
| 2005                                     | 2005                                     |                                          | 249                                      | 28                                       |
| 2010                                     | 2010                                     |                                          | 227                                      | 29                                       |
| 2015                                     | 2015                                     |                                          | 212                                      |                                          |
| 2020                                     | 2020                                     |                                          | 240                                      | 41                                       |
| Anm.: Ej tätort 1970-1995. # Som småort. |                                          |                                          |                                          |                                          |